# کوپانیه (استان اوپوله)
کوپانیه (به لهستانی: Kopanie) یک منطقهٔ مسکونی در لهستان است که در گمینا سکاربیمیژ واقع شده‌است. کوپانیه ۱۰۰ نفر جمعیت دارد.